# Потин (Краснодарский край)
Потин — хутор в Белореченском районе Краснодарского края России. Входит в состав Школьненского сельского поселения.

## Географическое положение
Расположен в 6,6 км от центра поселения и в 22 км от районного центра.

## История
Согласно «Списку населённых мест Северо-Кавказского края» за 1925 год Потин входил в состав Новоалексеевского сельского совета Белореченского района Майкопского округа Северо-Кавказского края. На тот момент его население составляло 82 человека (38 мужчин и 44 женщины), общее число дворов — 19.
По данным поселенной переписи 1926 года по Северо-Кавказскому краю в хуторе имелось 24 хозяйства, проживало 100 человек (46 мужчин и 54 женщины), в том числе 82 украинца и 18 русских.

## Население
| 1925 | 1926 | 2002 | 2010 |
| ---- | ---- | ---- | ---- |
| 82   | ↗100 | ↗119 | ↗144 |

## Улицы
- ул. Советская,
- ул. Шоссейная.

## Объекты археологического наследия
- Курган «Потин» (расположен в 0,8 км к востоку от хутора)[9].